# Irlanda en los Juegos Olímpicos de la Juventud 2018
Irlanda compitió en los Juegos Olímpicos de la Juventud 2018 en Buenos Aires, Argentina, celebrados entre el 6 y el 18 de octubre de 2018. Su delegación obtuvo una medalla de plata y dos de bronce en los juegos.

## Medallero
| Medalla       | Oro | Plata | Bronce | Total |
| ------------- | --- | ----- | ------ | ----- |
| Total oficial | 0   | 1     | 2      | 3     |

## Bádminton
Irlanda clasificó a un jugador basado en el ranking mundial de bádminton junior.
- Individual masculino - Nhat Nguyen

## Gimnasia
Irlanda clasificó a un gimnasta por su desempeño en el Campeonato Europeo Juvenil de 2018.
- Individual femenino - 1 plaza

## Karate
Irlanda clasificó a un atleta.
- Individual masculino - Sean McCarthy